# Werner Schildhauer
Werner Schildhauer (* 5. června 1959, Dessau, Sasko-Anhaltsko) je bývalý německý atlet, běžec, který reprezentoval tehdejší NDR.